# STS-109
STS-109 — космический полёт MTKK «Колумбия» по программе «Спейс Шаттл» (108-й полёт программы), предпоследний полёт «Колумбии». Шаттл стартовал 1 марта 2002 года из Космического центра Кеннеди в штате Флорида. Основной задачей являлись ремонт и дооснащение космического телескопа имени Хаббла. Помимо этого в полётное задание STS-109 были включены два дополнительных эксперимента технического характера (навигация с помощью системы GPS и определение характеристик при посадке с боковым ветром), 8 экспериментов медицинского характера и образовательная программа, предусматривающая создание 20-минутных видеоуроков и сеансы связи со школами.

## Экипаж
- (НАСА): Скотт Олтман (3)[5] — командир;
- (НАСА): Дуэйн Кэри (1) — пилот;
- (НАСА): Джон Грансфелд (4) — специалист полёта-1, руководитель работ с полезной нагрузкой;
- (НАСА): Нэнси Кэрри (4) — специалист полёта-2, бортинженер;
- (НАСА): Ричард Линнехан (3) — специалист полёта-3;
- (НАСА): Джеймс Ньюман (4) — специалист полёта-4;
- (НАСА): Майкл Массимино (1) — специалист полёта-5.

## Параметры полёта
- Масса аппарата
  - при старте — 116 987 кг;
  - при посадке — 100 563 кг;
- Наклонение орбиты — 28,5 °;
- Период обращения — 95,3 мин;
- Перигей — 486 км;
- Апогей — 578 км.

## Миссия HST SM-3B
Изначально, миссия обслуживания «Хаббла» (третья по счёту) была запланирована на июнь 2000 года, но после последовательного выхода из строя гироскопов системы ориентации (летом и осенью 1999 года) было решено разделить третью миссию на две:
- срочную ремонтную — которая состоялась в декабре 1999 года на Дискавери STS-103, получившую название HST SM-3A;
- плановую, получившую обозначение HST SM-3B.

HST SM-3B намечалась на май 2001 года, затем долго стояла в графике на ноябрь, переносилась на январь и февраль 2002 года. И наконец в списке полётов шаттлов миссия «Колумбии» получила номер STS-109.
Основными задачами экипажа STS-109 по модернизации и ремонту «Хаббла» были следующие (в порядке приоритета):
- Замена блока маховика RWA-1 (англ. Reaction Wheel Assembly);
- Замена солнечных батарей[7];
- Замена блока управления электропитанием PCU (Power Control Unit);
- Снятие камеры съёмки тусклых объектов — FOC (от англ. Faint Object Camera) и установка усовершенствованной обзорной камеры ACS (от англ. Advanced Camera for Surveys);
- Установка системы охлаждения инфракрасной камеры-спектрометра NICMOS (англ. Near Infrared Camera and Multi-Object Spectrometer).

## Выходы в космос
- 4 марта c 06:37 до 13:38 (UTC), длительность 7 часов 1 минута — астронавты Джон Грансфелд и Ричард Линнехан. Замена первой пары солнечных батарей[8].
- 5 марта c 06:40 до 13:56 (UTC), длительность 7 часов 16 минут — астронавты Джеймс Ньюман и Майкл Массимино. Замена второй пары солнечных батарей и гиродина RWA-1[8].
- 6 марта c 08:28 до 15:16 (UTC), длительность 6 часов 48 минут — астронавты Джон Грансфелд и Ричард Линнехан. Замена блока управления электропитанием PCU.
- 7 марта c 09:00 до 16:18 (UTC), длительность 7 часов 18 минут — астронавты Джеймс Ньюман и Майкл Массимино. Замена камеры съёмки тусклых объектов — FOC (от англ. Faint Object Camera) была заменена на усовершенствованную обзорную камеру ACS (от англ. Advanced Camera for Surveys).
- 8 марта c 08:48 до 16:18 (UTC), длительность 7 часов 32 минут — астронавты Джон Грансфелд и Ричард Линнехан. Установка системы охлаждения NCS.